# Димо Сотиров
Димо Сотиров Сотиров е български художник живописец.
Предимно портретист, той е автор и на серия пейзажни изображения. Лауреат на международна художествена награда през 1920-те години.

## Биография
Сотиров е роден на 26 септември 1880 г. в Калофер, Източна Румелия, в семейството на майстор-резбаря Сотир Димов Сотиров.
Димо Сотиров умира на 71-годишна възраст в София на 28 юли 1952 г.